# Gabriel Iordan-Dorobanțu
Gabriel Iordan-Dorobanțu (n. 28 noiembrie 1958, Giurgiu) este un poet român. Semnează și sub pseudonimul literar Gavriil Stiharul.

## Studii
Studii de filologie și jurnalistică. Având o sănătate delicată, a căutat rezolvarea problemelor în Ortodoxie. Lirică religioasă cu tonalități mesianice și profetice. A scris poezii precum:„Eleison me ton amartalon”,„Prunc din Fecioara sfântă”,„Cuviosului",„Vis și înger”,„Iisus pe cruce”,„Rugăciune ucisă prin nerostire”,„Crezul meu pentru veșnicie”,„Frumoasa mea veșnicie”,„Haideți să mai credem în Iisus Hristos!”,„Înviere la Dumnezeiasca Liturghie Bizantină”,„Ascultă cum cântă Biserica vie”,„Mai cred copiii nostri intr-o minune?”,„Stihuitorii lui Hristos”,„A fi creștin”,"La loc cu verdeață”,"De când Domnul e cu mine”,"Lumină lină”,„Rugăciune pentru stricarea lucrării diavolești”,„Dulcea mea veșnicie”,„Sursum corda!” etc. 
În poemele sale, se cunoaște influența lui Iosif Trifa, Constantin Galeriu, Visarion Iugulescu, Lucian Blaga, Costache Ioanid,Traian Dorz, Ioan Alexandru. A publicat în Convorbiri literare,Ziua de Giurgiu (revista editată de autor), Azi, Dimineața, Tineretul liber, Timp liber,Vestitorul Ortodoxiei, Revista Ortodoxa Sfântul Andrei,Creștinul azi, Oastea Domnului.  A redactat Dulcea mea veșnicie(Poeme creștine). Unele poezii au fost preluate și de alte confesiuni creștine. Răspândindu-se și pe cale orală, unele au ajuns în folclor.

## Caracteristica liricii
Lirica poetului se concentrează asupra unor teme mari, sacre, cosmice, precum Dumnezeu, suferință, viață, moarte, mântuire, veșnicie. Scriitura se prezintă într-o tonalitate gravă, pe măsura temelor. Poemele sunt stăbătute de fior liric ce se vrea venit din tradiția imnografică bizantină. Poeziile sale anunță un destin singuratic, o voce pustnicească. Pentru poet, singura salvare rămâne Iisus Hristos, Care este autentic doar în Ortodoxie. Își creează astfel propria sa mitologie creștină, punând în centru tradiția patristica ortodoxă. Se prezintă ca un  idioritmic, ca un creștin ce își stabilește propriile reguli de trăire duhovnicească, ca un ascet eretic, ca un condamnat de dogme. Ortodoxia din adâncuri rămâne remediul cel mai sigur remediu pentru vindecarea unei lumi măcinate de rău. Sfânta Liturghie devine Poarta Raiului, la care poetul a bătut și, pentru ca această viață să nu fie irosită. Asistăm, în lirica sa, la o viziune a spațiilor  largi, la un permanent urcuș  spre infinit. Tot Sfânta Liturghie îi conferă viziune profetică asupra istoriei, viitorul se deslușește limpede, căci veacul va avea o finalitate hotărâtă. Caută să creeze o stare sufletească aptă să presimtă, să perceapă  semnele timpului, așa cum au procedat și Sfinții Părinți. Are conștiința unei vocații imnografice, pe care o consideră însă semn al lipsei de trezvie și de smerită cugetare, și, în consecință, încearcă să se cenzureze permanent pentru a nu cădea în patima nălucirii și a părerii de sine. Prin poezie năziește să se ridice la o stare sufletească aptă de o mistică ascetică autentică, invitând pe toată lumea la un urcuș dumnezeiesc liric și creștin. Fiindcă nu se adresează atât cititorului avizat, cât, mai ales, marelui public, creația sa literară pare a face rabat de la exigențele unor filtre prea academice.